# Licuala grandis
Licuala grandis är en enhjärtbladig växtart som beskrevs av Hermann Wendland. Licuala grandis ingår i släktet Licuala och familjen Arecaceae. Inga underarter finns listade i Catalogue of Life.

## Bildgalleri

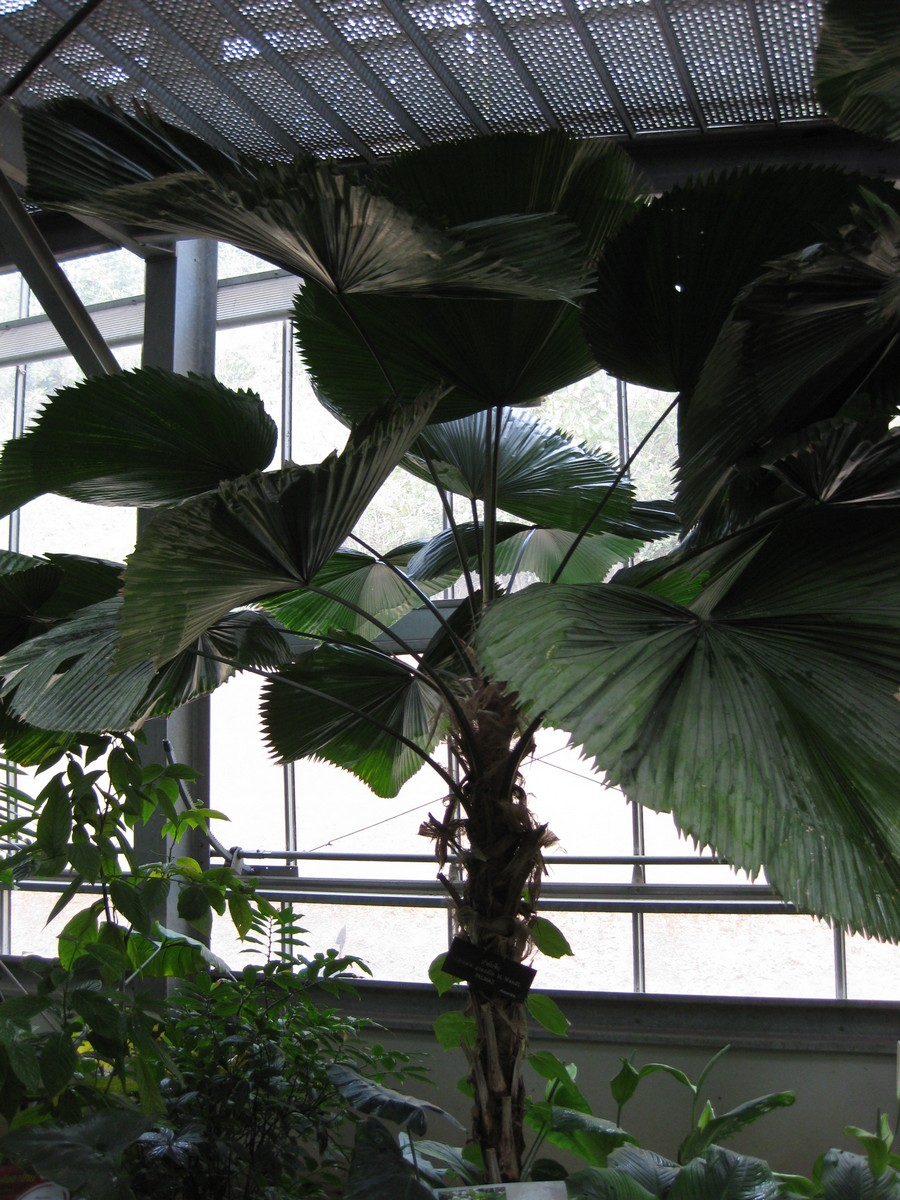
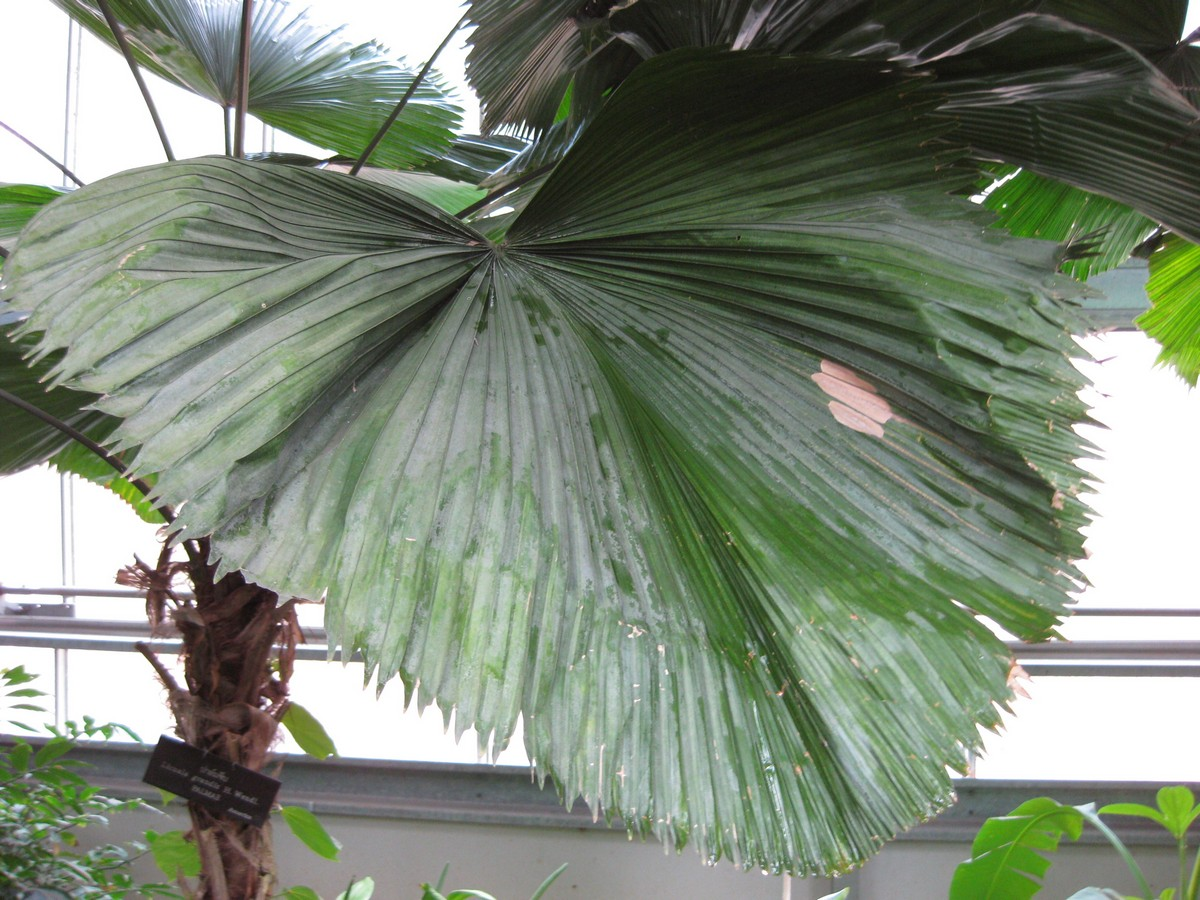
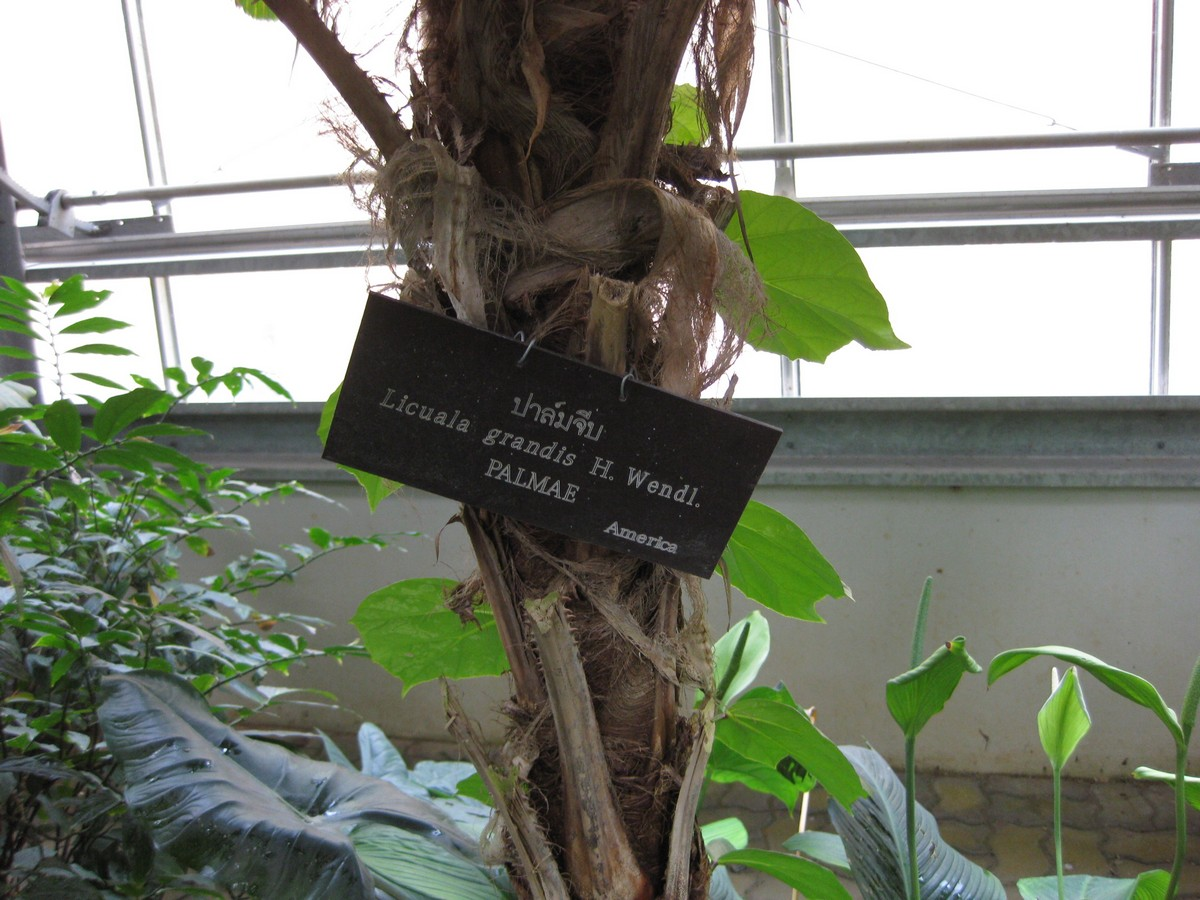
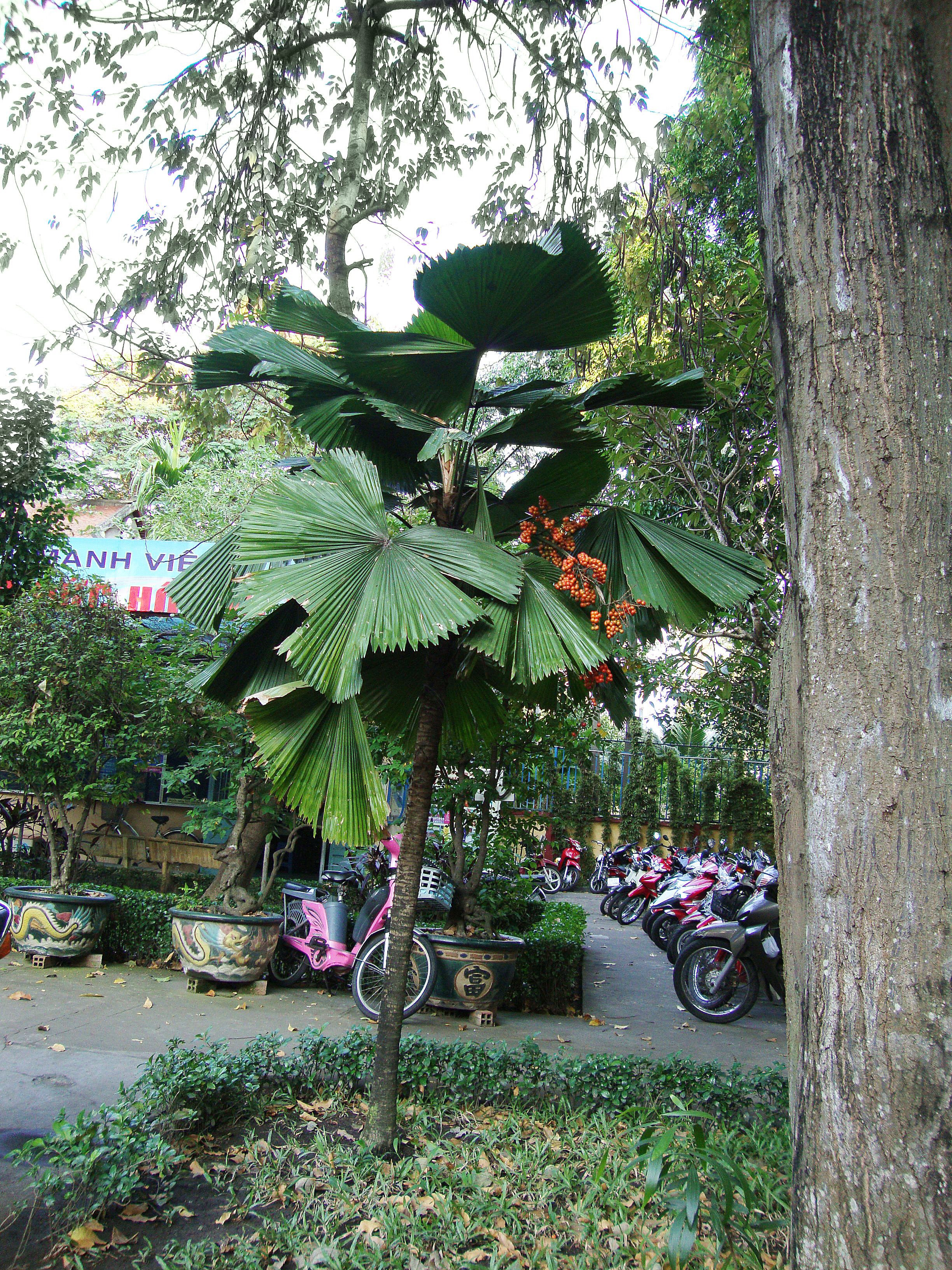
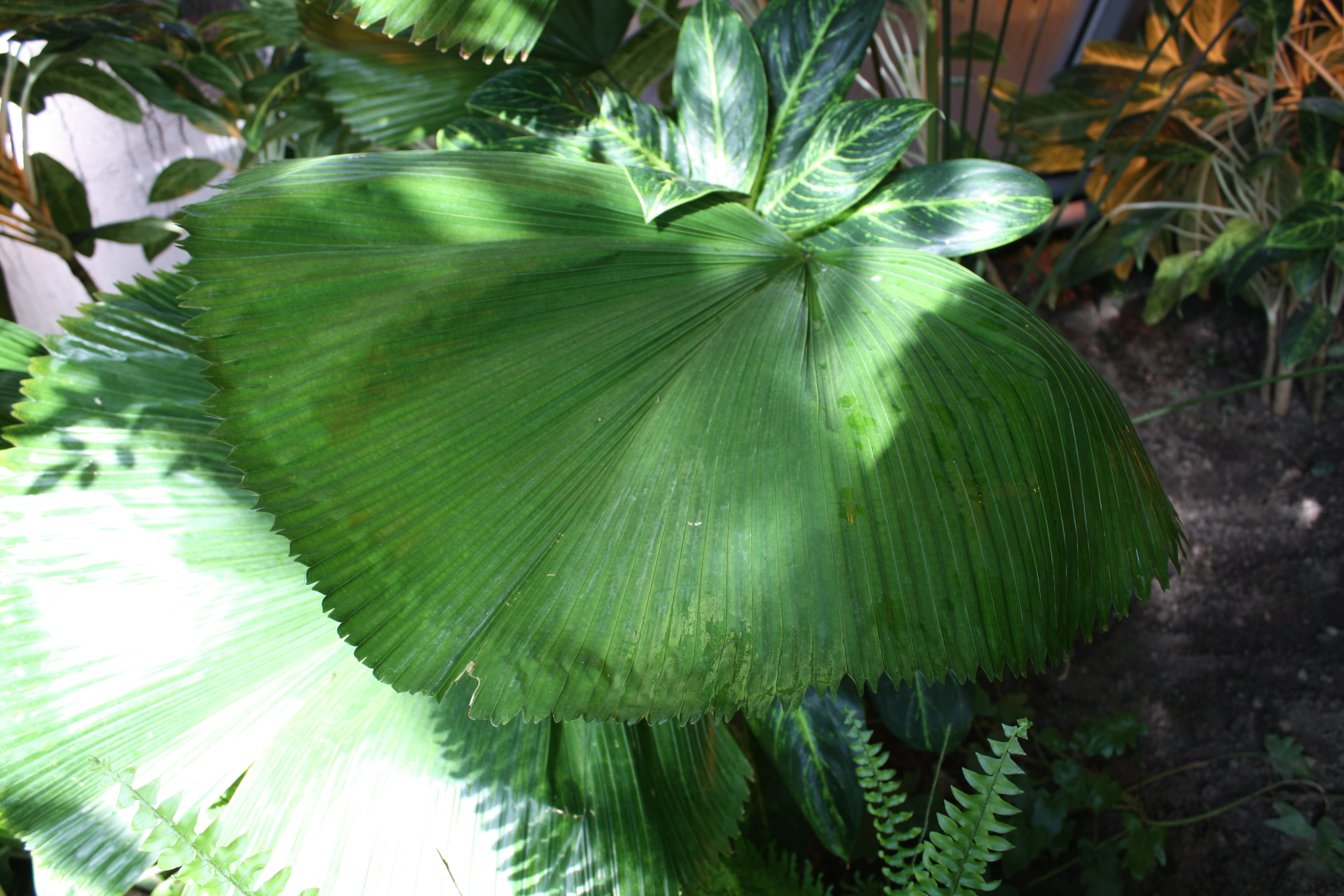
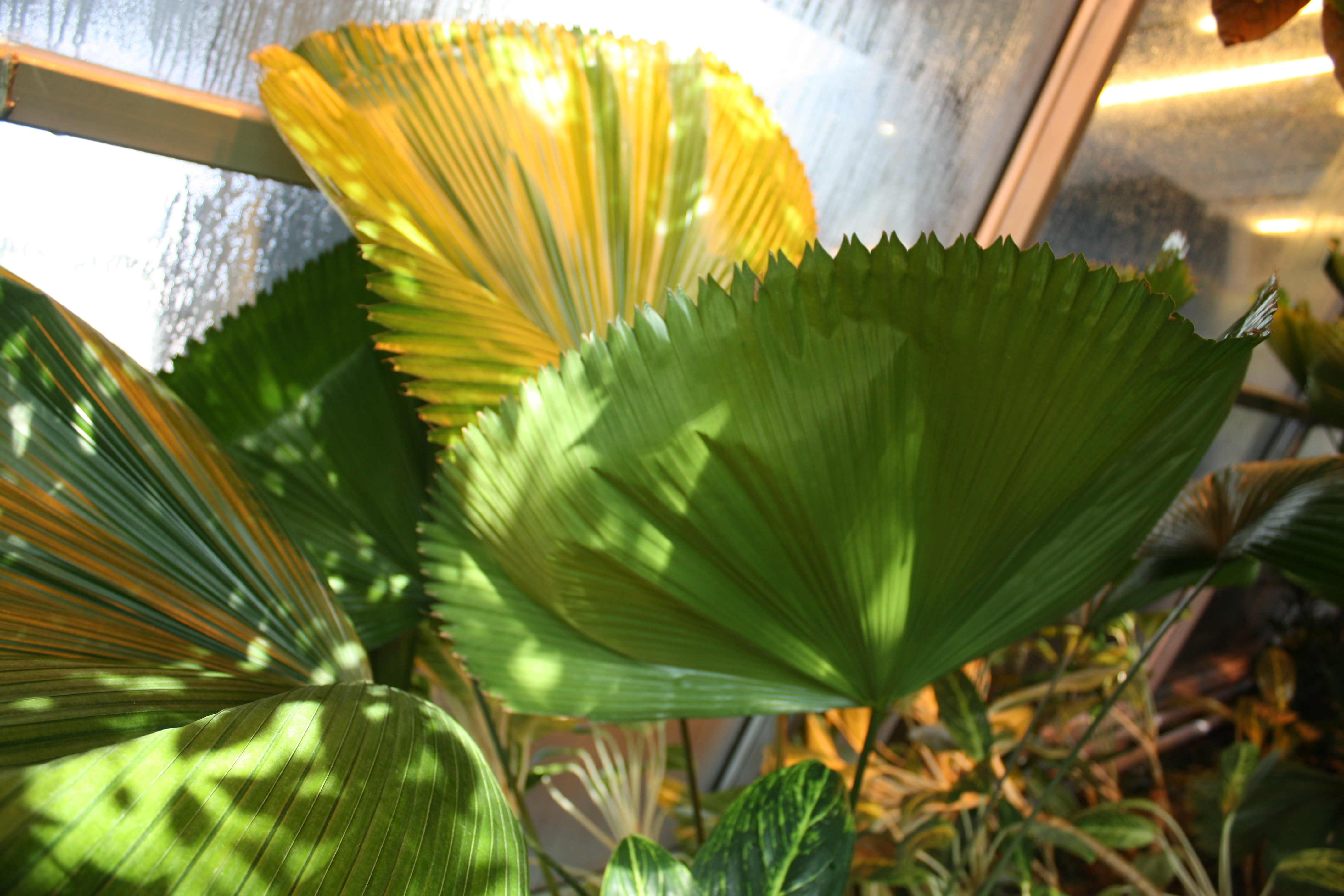